# Поливановский, Сергей Ерофеевич
Серге́й Ерофе́евич Полива́новский (23 сентября 1907, село Аннино — 15 октября 1983, Москва) — советский книговед, деятель книжной торговли, заслуженный работник культуры РСФСР (1968), дважды награждён орденом Трудового Красного Знамени (1947, 1971).
Возглавлял книжную торговлю Москвы более 40 лет (1942—1982), за что назван современниками «патриархом книжной торговли».

## Биография
Родился в семье земледельца. Сразу после рождения сына Поливановские переехали в Хабаровск. Читать и писать научился самостоятельно.
В 1925 году окончил среднюю школу. Во Владивостоке прошёл курсы культпросветработы.
После школы два года работал продавцом в Хабаровском книжном магазине крупнейшего на Дальнем Востоке издательства «Книжное дело». Оно осуществляло руководство всей полиграфической промышленностью, книгоизданием и книжной торговлей края.
В 1927 году был направлен издательством в Москву, на шестимесячные курсы, организованные торговым сектором Госиздата при Доме печати («по редакционно-издательскому и книготорговому отделению»). Параллельно работал товароведом по снабжению книгами дальневосточной книготорговой сети.
С 1928 по 1931 год учился в Московском книжном техникуме имени А. В. Луначарского на «книгораспространенческом отделении». Среди его учителей были директор техникума В. Е. Грановский, М. И. Щелкунов, Н. В. Здобнов, М. В. Муратов, М. Б. Вольфсон, И. М. Ройхель.
После окончания техникума 15 августа 1931 года некоторое время возглавлял первую советскую школу книготоргового ученичества «Книгоуч» (основана в 1926 году при Торгсекторе Госиздата).
В 1931 году поступил в аспирантуру Научно-исследовательского института ОГИЗа, в сектор книгораспространения. Основным родом деятельности была разработка научных методов книжной торговли, а также их внедрение в дальнейшем в практику современной работы отрасли. Спустя полтора года аспирантура была ликвидирована. Поливановский остался при университете в должности учёного секретаря книготоргового отделения НИИ (1932—1935). Следующий год в должности заведующего книготорговой группой того же отделения. Ознакомившись в этот период с трудами Боднарского по библиотечной классификации книг, Поливановский нашел её неприемлемой для книжной торговли, но видел возможность создания новой классификации на основе изученных трудов. На протяжении всей жизни занимался её совершенствованием.
С 1938 года Поливановский работал старшим консультантом планового отдела в КОГИЗ РСФСР (Книготорговое объединение государственных издательств): принималучастие в организации изучения спроса населения на книжную продукцию, тиражировании и тематическом планировании выпуска изданий, сборе заказов, установлении цен на книги, контроле качества печатной продукции, развитии книготорговой сети, создании специализированной букинистической сети, поиске и внедрении в практику торговли книгами эффективных форм и методов обслуживания покупателей и др.
С осени того же года становится работником МОГИЗа (Московское объединение государственных книжно-журнальных издательств, ранее Мосотгиз), с 1938 года в должности старшего ревизора Управления, с 1940 — заведующего отделом городской торговой сети, с 1941 — заместителем управляющего. В 1942 году Поливановский стал управляющим МОГИЗа (в 1949 году реогранизован в Москниготорг, с 1960 года — Москнига) вплоть до выхода на пенсию в 1982 году.
Усилиями Москниги под началом Поливановского организована система «Книга-почтой», открыты магазины в удаленных на тот момент районах Москвы — Новые Черёмушки, Юго-Запад, Октябрьское поле, Рублёво, Медведково, на Открытом шоссе и др.
В 1957 году на улице Кирова был открыт универсальный книжный магазин «Книжный мир». В 1967 году на проспекте Калинина открыт первый самый крупный в стране «Дом книги».
В 1982 году Поливановский стал заместителем начальника бюро пропаганды Москниги по методическим вопросам
Умер 15 октября 1983 года.

## Основные работы
- С. Поливановский, С. Сутоцкий. Книгу на колхозный базар : (Памятка книгоноши). — М.: Сов. книготорговля, 1932. — 32 с.
- С. Е. Поливановский. Пропаганда книги. — М.: изд. и тип Гизлегпрома в Л., 1950. — 108 с.[6]
- Книжная торговля в Чехословакии / С. Н. Титов, В. Д. Семин, С. Е. Поливановский. — М.: Искусство, 1958. — 128 с.
- Книга — твой лучших друг / С. Абольников, И. Зильберман, С. Поливановский. — М.: Моск. рабочий, 1960. — 83 с.
- С. Е. Поливановский. Задачи книжной торговли и организация пропаганды книги в СССР. Лекции по курсу «Организация и техника книжной торговли» / Под ред. доц. В. И. Виноградова ; Заоч. ин-т советской торговли. Кафедра организации и техники торговли.. — М., 1963. — 44 с.
- С. Е. Поливановский, Ф. М. Корнюшко. Советская книжная торговля : Организация и техника. — М.: Книга, 1964. — 208 с.
- С. Е. Поливановский. Алфавитно-предметный указатель к «Единой схеме классификации литературы в книготорговой сети». Справочное пособие для книготорговых работников. — М.: Книга, 1968. — 367 с.
- С. Е. Поливановский. Московские книжники. — М.: Книга, 1974. — 160 с.
- С. Е. Поливановский. Формирование книжного ассортимента в книготоргах и книжных магазинах / Гос. ком. Совета Министров СССР по делам изд-в, полиграфии и книжной торговли. Всесоюз. книжная палата. ЦБНТИ по печати.. — М.: Книга, 1977. — 48 с.
- С. Е. Поливановский. Организация обслуживания покупателей в книготорговом объединении : Опыт Москниги. — М.: Книга, 1978. — 43 с.
- Дома книги / Б. В. Алексеев, С. Е. Поливановский, Е. М. Гамзе. — М.: Книга, 1979. — 56 с.
- С. Е. Поливановский, В. В. Успенская. Организация и техника торговли книгой : Учебник для книготорг. техникумов. — М.: Книга, 1981. — 224 с.
- Москва — книголюбам. Путеводитель-справочник = / К. Аштаменко, Г. Бараховский, С. Поливановский; Всесоюз. добр. о-во любителей кн.. — М.: Книга, 1982. — 126 с.
- С. Е. Поливановский. Молодому продавцу книг : Беседы наставника. — М.: Книга, 1983. — 20 с.